# Апейрогон

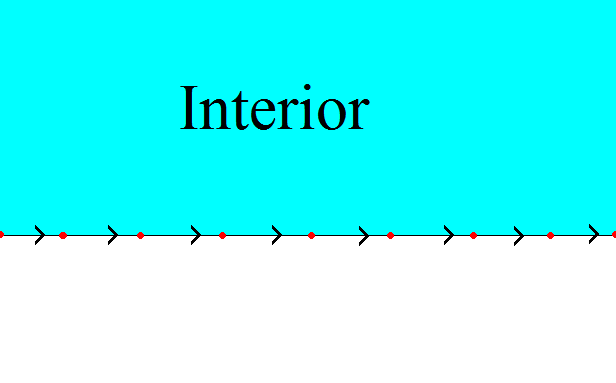
Два апейрогона заполняют плоскость, образуя правильное замощение с вершинной конфигурацией.

Апейрогон или бесконечноугольник (от др.-греч. ἄπειρος — бесконечный или безграничный и др.-греч. γωνία — угол) — обобщённый многоугольник со счётно-бесконечным числом сторон.

## Правильный апейрогон
Правильный апейрогон имеет стороны равной длины, как и любой другой правильный многоугольник. Его символ Шлефли — {∞}, диаграмма Коксетера — Дынкина — .
Правильный апейрогон разбивает плоскость на две полуплоскости, образуя апейрогональный диэдр {∞,2}. Внутренняя часть апейрогона может быть определена путём указания направления сторон.
| Правильные | Правильные | Однородные | Однородные |
| ∞.∞        | 2∞         | 4.4.∞      | 3.3.3.∞    |
| ---------- | ---------- | ---------- | ---------- |
|            |            |            |            |
| {∞, 2} ·   | {2, ∞} ·   | t{2, ∞} ·  | sr{2, ∞} · |

Правильными апейрогонами можно считать прямые, состоящие из рёбер четырёх однородных мозаик и пяти мозаик, двойственных однородным, на евклидовой плоскости.
| 3 направления            | 3 направления      | 1 направление                  | 2 направления               |
| ------------------------ | ------------------ | ------------------------------ | --------------------------- |
| Шеститреугольная мозаика | Треугольный паркет | Удлинённая треугольная мозаика | Квадратный паркет (кадриль) |

| 3 направления | 3 направления                   | 6 направлений                     | 1 направление                       | 4 направления                  |
| ------------- | ------------------------------- | --------------------------------- | ----------------------------------- | ------------------------------ |
| Тетрамозаика  | Разделённая треугольная мозаика | Разделённая шестиугольная мозаика | Призматическая пятиугольная мозаика | Разделённая квадратная мозаика |

## Неправильные апейрогоны
Изогональный апейрогон имеет вершины одного типа и чередующиеся стороны двух типов (длин).
Квазиправильный апейрогон — изогональный апейрогон с равными длинами сторон.
Изотоксальный апейрогон является двойственным по отношению к изогональному. Он имеет один тип рёбер и два типа вершин и геометрически идентичен правильному апейрогону, что можно показать чередующейся раскраской вершин в два цвета.
| Правильный      | … … |
| Квазиправильный | … … |
| Изогональный    | … … |
| Изотоксальный   | … … |

## Апейрогоны на плоскости Лобачевского

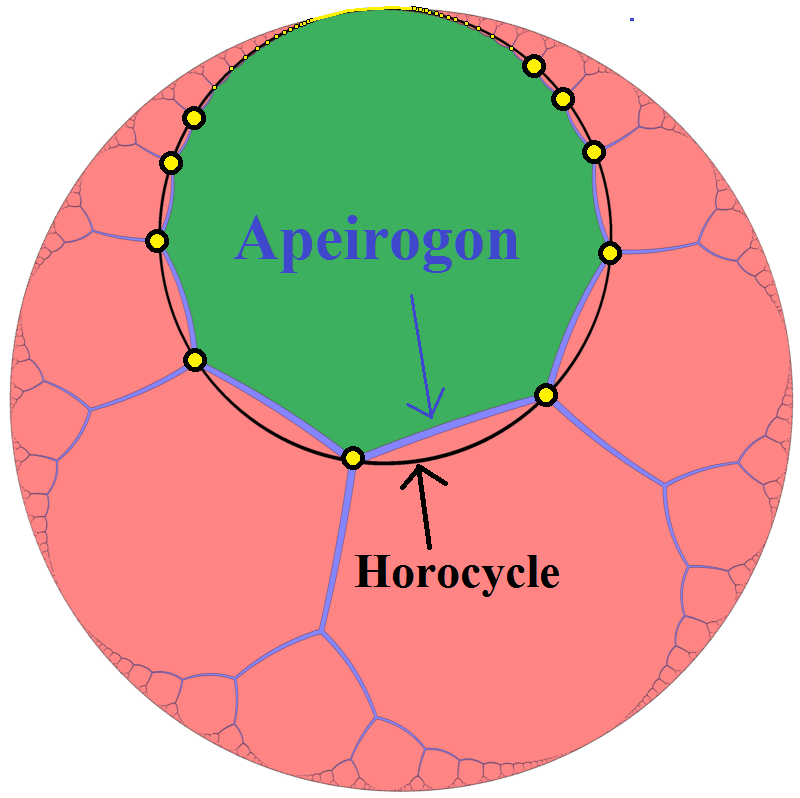
Апейрогон и описанный вокруг него орицикл.

Правильные апейрогоны на плоскости Лобачевского имеют кривизну, также как и многоугольники с конечным числом сторон.
Вокруг апейрогона на плоскости Лобачевского можно описать орицикл или эквидистанту (гиперцикл), аналогично тому, как вокруг многоугольника с конечным числом сторон может быть описана окружность.
| 3         | 4         | 5         |
| --------- | --------- | --------- |
| · {∞,3} · | · {∞,4} · | · {∞,5} · |

| 6         | 7         | 8         | … | ∞         |
| --------- | --------- | --------- | - | --------- |
| · {∞,6} · | · {∞,7} · | · {∞,8} · | … | · {∞,∞} · |

| {∞, 3}          | tr{∞, 3}              | tr{12i, 3}              |
| --------------- | --------------------- | ----------------------- |
| Правильный: {∞} | Квазиправильный: t{∞} | Квазиправильный: t{12i} |